# مختار الجلالي
مختار الجلالي (1947- )، سياسي ومحامي وزير تونسي سابق.
- محامي أصيل ولاية سيدي بوزيد
- كان عضوا بالمكتب السياسي للاتحاد الديمقراطي الوحدوي
- متزوج من المناضلة السياسية نزيهة رجيبة المعروفة بأم زياد
- شغل خطة وزير الفلاحة في حكومة الباجي قائد السبسي